# 클라리스 아그베녜누
클라리스 보그다나 아그베녜누(프랑스어: Clarisse Bogdanna Agbégnénou, 1992년 10월 25일~)는 프랑스의 유도 선수이다. 2016년 하계 올림픽에서 여자 하프미들급 은메달을 획득하며 첫 올림픽 메달을 획득했다. 이후 2020년 하계 올림픽 하프미들급과 혼성 단체전에서 금메달을 획득했으며 2024년 하계 올림픽에서 여자 하프미들급 동메달과 혼성 단체전 금메달을 획득했다. 또한 세계 선수권 대회에서 금메달 6개를 포함하여 메달 8개를 획득했으며 유러피언 게임 금메달 2개와 동메달 1개, 유럽 선수권 대회 금메달 4개를 획득했다.